# Crkva sv. Klimenta u Jajcu
Crkva sv. Klimenta (Klementa) je bila rimokatolička crkva u Jajcu. Bila je posvećena sv. Klimentu (Klementu), solunskom širitelju kršćanstva.
Građena je u romaničkom stilu u 12. ili 13. stoljeću. Juraj Kujundžić smatra da je podignuta otprilike kad i crkva sv. Marije.
Jajački kroničar i povjesničar Tvrtko Zrile tvrdi da je podignuta u 11. stoljeću i da je podignuta na lokalitetu Mašeta u jajačkome prigradskom naselju Klimenta. Danas se ondje nalaze veliki kameni blokovi koji su vjerojatno ostali od zidina nekog zdanja. Ime kraja i naselja nosi ime Klimenta što svjedoči u prilog tezi da su ti blokovi od zidina crkve. Crkvica spada u red najstarijih kršćanskih, odnosno sakralnih objekata u BiH.
Ne zna se kad je i kako postala ruševna. Neki misle da je turskim osvajanjem crkva srušena, dok drugi misle da je vrijeme učinilo svoje glede njezina propadanja. Propadanju zdanja pridonijeli su mještani. Stoljećima su kamenje iz zidova vadili i ugrađivali u kuće i gospodarske objekte, pa je svakim danom sve manje. Nastavi li se tako, prijeti nestajanje svih nadzemnih materijalnih dokaza o ovoj crkvi.